# Saint-Martial (Gard)
Pour les articles homonymes, voir Saint-Martial.
Saint-Martial est une commune française située dans le département du Gard, en région Occitanie.
Exposée à un climat méditerranéen, elle est drainée par le Rieutord, l'Elbes, le ruisseau de Combe Bonne et par divers autres petits cours d'eau. Incluse dans les Cévennes.
Saint-Martial est une commune rurale qui compte 182 habitants en 2022, après avoir connu un pic de population de 947 habitants en 1846.  Ses habitants sont appelés les Saint-Martialais ou  Saint-Martialaises.
Appartenant au canton de Sumène, la commune est située dans l'aire optimale d’adhésion au parc national des Cévennes et fait partie de la communauté de communes des Cévennes gangeoises et suménoises.

## Géographie

### Localisation

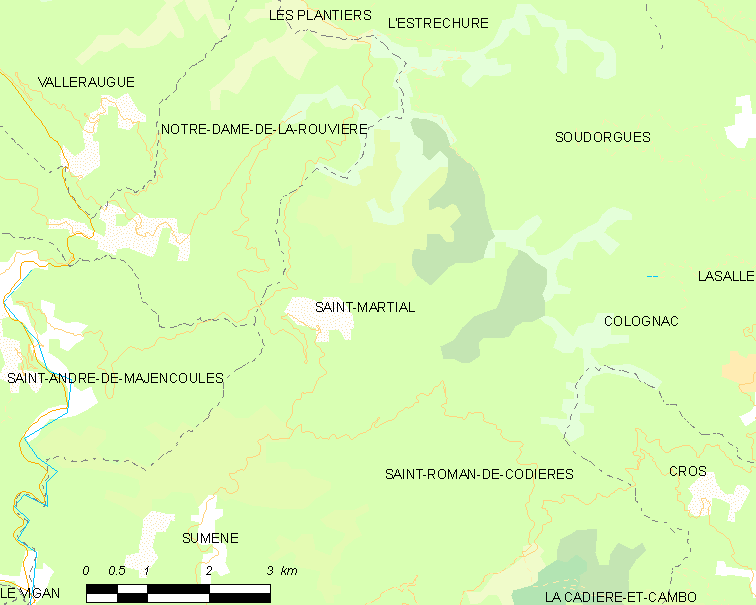
Carte.

À vol d'oiseau, Saint-Martial est située à 6,3 km de Sumène, 11,4 km de Ganges, 11,7 km du Vigan, 74,7 km de Nîmes, 48 km de Montpellier et 547 km de Paris.

### Hameaux, lieux-dits et mas
On trouve, sur le territoire de la commune, plusieurs hameaux, lieux-dits et mas : le Mas de l'Hoste, le Mas de Daumet, le lieu-dit Le Viala, Cabanevieille, Bouzanquet, Goutanière, le mas de Fougairolles, Isserviel, Le Galinier, Campauriol, Canduron-Liron et Le Pompidou.

### Communes limitrophes
| Notre-Dame-de-la-Rouvière  | Notre-Dame-de-la-Rouvière | Soudorgues              |
| Saint-André-de-Majencoules | Saint Martial             | Colognac                |
| Sumène                     | Saint-Roman-de-Codières   | Saint-Roman-de-Codières |

### Géologie et relief
Le territoire de la commune est constitué de schiste, qui a servi à construire la majeure partie des bâtiments de la commune, et de granit. L'altitude du village est d'environ 464 m et le point culminant de la commune, dont la superficie est de 17,16 km2, est situé à 1 009 m. La montagne du Liron, qui culmine à 1 185 m, est située au nord de la commune.

### Hydrographie
Il y a, sur le territoire de la commune, deux rivières principales : le Rieutord, qui prend sa source dans la montagne du Liron, au nord de la commune, et un de ses affluents : l'Elbès, qui le rejoint en aval du village,.
On trouve également plusieurs ruisseaux, tels que le Ruisseau de Combe Bonne, qui se situe principalement sur le territoire de Saint-Roman-de-Codières, le Valat de Blaquisses et le Valat de la Bugade.

### Climat
Pour des articles plus généraux, voir Climat de l'Occitanie et Climat du Gard.
En 2010, le climat de la commune est de type climat méditerranéen franc, selon une étude s'appuyant sur une série de données couvrant la période 1971-2000. En 2020, Météo-France publie une typologie des climats de la France métropolitaine dans laquelle la commune est dans une zone de transition entre le climat de montagne et le climat méditerranéen et est dans la région climatique Provence, Languedoc-Roussillon, caractérisée par une pluviométrie faible en été, un très bon ensoleillement (2 600 h/an), un été chaud (21,5 °C), un air très sec en été, sec en toutes saisons, des vents forts (fréquence de 40 à 50 % de vents > 5 m/s) et peu de brouillards.
Pour la période 1971-2000, la température annuelle moyenne est de 11,9 °C, avec une amplitude thermique annuelle de 16,4 °C. Le cumul annuel moyen de précipitations est de 1 492 mm, avec 8,9 jours de précipitations en janvier et 4,4 jours en juillet. Pour la période 1991-2020, la température moyenne annuelle observée sur la station météorologique installée sur la commune est de 14,0 °C et le cumul annuel moyen de précipitations est de 1 247,1 mm,. Pour l'avenir, les paramètres climatiques de la commune estimés pour 2050 selon différents scénarios d'émission de gaz à effet de serre sont consultables sur un site dédié publié par Météo-France en novembre 2022.
| Mois                                  | jan.          | fév.           | mars          | avril         | mai           | juin          | jui.          | août          | sep.          | oct.          | nov.            | déc.            | année      |
| ------------------------------------- | ------------- | -------------- | ------------- | ------------- | ------------- | ------------- | ------------- | ------------- | ------------- | ------------- | --------------- | --------------- | ---------- |
| Température minimale moyenne (°C)     | 2,6           | 2,5            | 5             | 7,6           | 10,8          | 14,5          | 16,7          | 16,5          | 13,3          | 10,4          | 6,1             | 3,4             | 9,1        |
| Température moyenne (°C)              | 6,3           | 6,7            | 9,7           | 12,5          | 16,1          | 20,5          | 23            | 22,7          | 18,8          | 14,6          | 9,7             | 7               | 14         |
| Température maximale moyenne (°C)     | 9,9           | 10,9           | 14,4          | 17,4          | 21,5          | 26,6          | 29,4          | 29            | 24,3          | 18,8          | 13,4            | 10,6            | 18,9       |
| Record de froid (°C) date du record   | −8,3 13.01.03 | −10,4 12.02.12 | −8,3 01.03.05 | 0 07.04.08    | 2,3 01.05.04  | 5 10.06.05    | 8 24.07.1999  | 9,7 27.08.11  | 5,6 16.09.08  | −3,3 25.10.03 | −6,1 21.11.1998 | −8,3 17.12.09   | −10,4 2012 |
| Record de chaleur (°C) date du record | 21,4 07.01.13 | 23,4 24.02.20  | 26,8 31.03.12 | 30,4 08.04.11 | 31,8 29.05.01 | 41,7 28.06.19 | 37,2 22.07.19 | 39,8 01.08.20 | 34,3 04.09.16 | 32,2 12.10.11 | 24,3 15.11.15   | 21,1 15.12.1998 | 41,7 2019  |
| Précipitations (mm)                   | 95,5          | 71,6           | 97,4          | 116,5         | 110,3         | 58,3          | 42,9          | 61,2          | 128,7         | 179,2         | 177,9           | 107,6           | 1 247,1    |

### Milieux naturels et biodiversité

#### Espaces protégés
La protection réglementaire est le mode d’intervention le plus fort pour préserver des espaces naturels remarquables et leur biodiversité associée,.
Dans ce cadre, la commune fait partie de l'aire d'adhésion du Parc national des Cévennes. Ce  parc national, créé en 1967, est un territoire de moyenne montagne formé de cinq entités géographiques : le massif de l'Aigoual, le causse Méjean avec les gorges du Tarn et de la Jonte, le mont Lozère, les vallées cévenoles ainsi que le piémont cévenol.
La commune fait partie de la zone de transition des Cévennes, un territoire d'une superficie de 116 032 ha reconnu réserve de biosphère par l'UNESCO en 1985 pour la mosaïque de milieux naturels qui la composent et qui abritent une biodiversité exceptionnelle, avec 2 400 espèces animales, 2 300 espèces de plantes à fleurs et de fougères, auxquelles s’ajoutent d’innombrables mousses, lichens, champignons,.

## Urbanisme

### Typologie
Au 1er janvier 2024, Saint-Martial est catégorisée commune rurale à habitat dispersé, selon la nouvelle grille communale de densité à sept niveaux définie par l'Insee en 2022.
Elle est située hors unité urbaine et hors attraction des villes,.

### Occupation des sols
L'occupation des sols de la commune, telle qu'elle ressort de la base de données européenne d’occupation biophysique des sols Corine Land Cover (CLC), est marquée par l'importance des forêts et milieux semi-naturels (96,9 % en 2018), une proportion identique à celle de 1990 (96,9 %). La répartition détaillée en 2018 est la suivante : 
forêts (86,1 %), milieux à végétation arbustive et/ou herbacée (10,8 %), zones agricoles hétérogènes (3,1 %). L'évolution de l’occupation des sols de la commune et de ses infrastructures peut être observée sur les différentes représentations cartographiques du territoire : la carte de Cassini (XVIIIe siècle), la carte d'état-major (1820-1866) et les cartes ou photos aériennes de l'IGN pour la période actuelle (1950 à aujourd'hui).

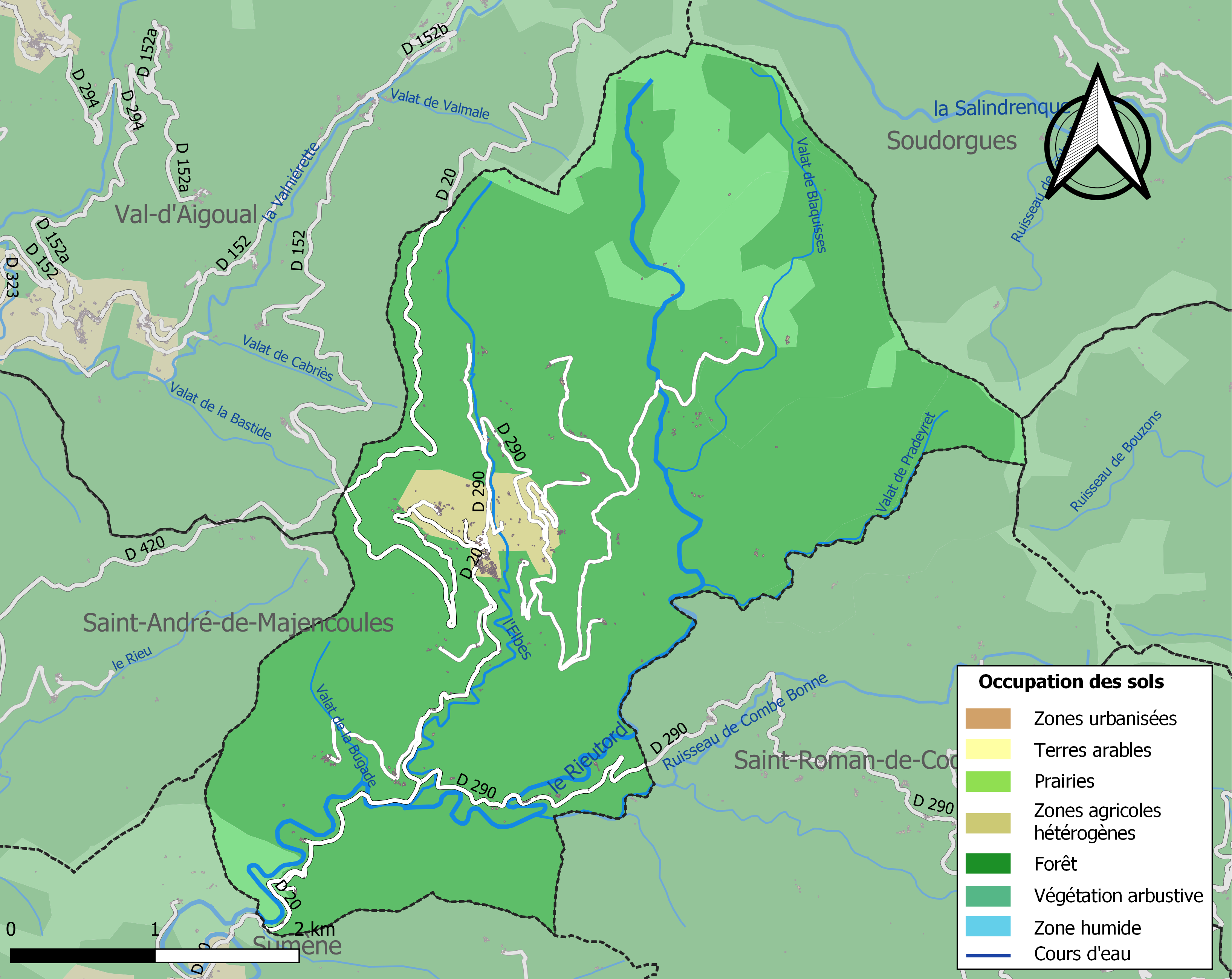
Carte des infrastructures et de l'occupation des sols de la commune en 2018 (CLC).

### Risques majeurs
Le territoire de la commune de Saint-Martial est vulnérable à différents aléas naturels : météorologiques (tempête, orage, neige, grand froid, canicule ou sécheresse), inondations, feux de forêts, mouvements de terrains et séisme (sismicité faible). Il est également exposé à un risque particulier : le risque de radon. Un site publié par le BRGM permet d'évaluer simplement et rapidement les risques d'un bien localisé soit par son adresse soit par le numéro de sa parcelle.

#### Risques naturels
Certaines parties du territoire communal sont susceptibles d’être affectées par le risque d’inondation par débordement de cours d'eau et par une crue torrentielle ou à montée rapide de cours d'eau, notamment le Rieutord. La commune a été reconnue en état de catastrophe naturelle au titre des dommages causés par les inondations et coulées de boue survenues en 1982, 1994, 1995 et 2020,.

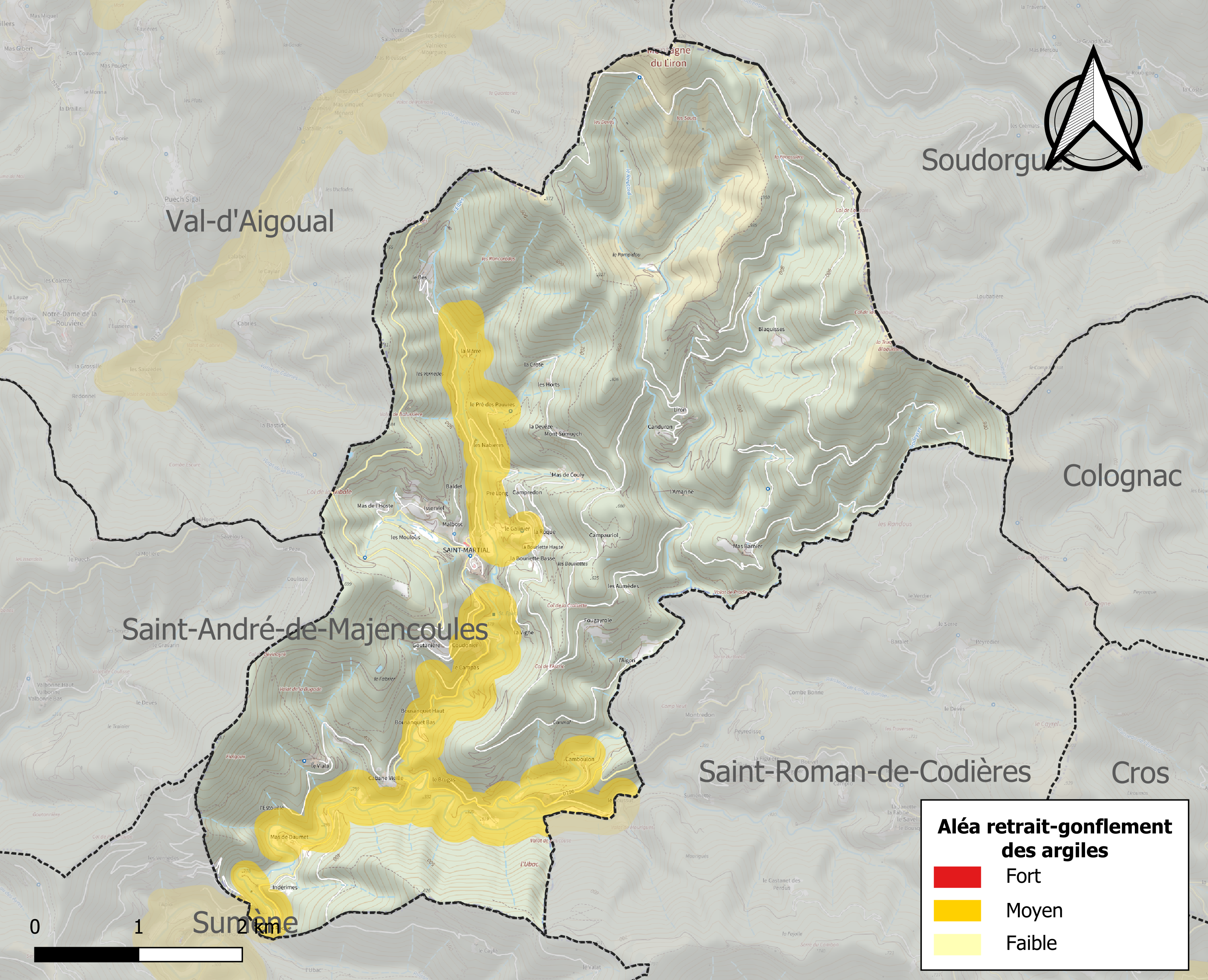
Carte des zones d'aléa retrait-gonflement des sols argileux de Saint-Martial.

La commune est vulnérable au risque de mouvements de terrains constitué principalement du retrait-gonflement des sols argileux. Cet aléa est susceptible d'engendrer des dommages importants aux bâtiments en cas d’alternance de périodes de sécheresse et de pluie. 13,8 % de la superficie communale est en aléa moyen ou fort (67,5 % au niveau départemental et 48,5 % au niveau national). Sur les 238 bâtiments dénombrés sur la commune en 2019, 54 sont en aléa moyen ou fort, soit 23 %, à comparer aux 90 % au niveau départemental et 54 % au niveau national. Une cartographie de l'exposition du territoire national au retrait gonflement des sols argileux est disponible sur le site du BRGM,.
Par ailleurs, afin de mieux appréhender le risque d’affaissement de terrain, l'inventaire national des cavités souterraines permet de localiser celles situées sur la commune.

#### Risque particulier
Dans plusieurs parties du territoire national, le radon, accumulé dans certains logements ou autres locaux, peut constituer une source significative d’exposition de la population aux rayonnements ionisants. Certaines communes du département sont concernées par le risque radon à un niveau plus ou moins élevé. Selon la classification de 2018, la commune de Saint-Martial est classée en zone 3, à savoir zone à potentiel radon significatif.

## Toponymie
La forme la plus ancienne est Castrum S. Martialis, attestée en 1156. Ce toponyme se rapporte à Martialis, premier évêque de Limoges.

## Histoire

### Préhistoire
Les vestiges humains les plus anciens sont les menhirs et les dolmens, comme ceux du col du Bès, du Devinaïre ou de l'Astric, retrouvés un peu partout sur le territoire de la commune, dans la vallée du Rieutord.

### Moyen Âge
Cependant, la création d'un village à proprement parler daterait, selon Isidore Boifflis de Masanne, écrivain, érudit et maire de Sumène de 1872 à 1877, du VIIIe siècle ou du IXe siècle, période où les Sarrazins ont envahi le sud de la France. La vallée où se situe actuellement le village de Saint-Martial aurait pu échapper à leurs attaques et, ainsi, offrir un lieu où le seigneur et l’évêque d'une terre voisine appelée Hierle auraient pu se réfugier. Cette hypothèse pourrait expliquer l'existence d'un tribunal ecclésiastique ayant porté, entre le début du Moyen Âge et la création du diocèse d'Alès en 1694, le nom d'archiprêtré, Cour de Monsieur l'archiprêtre d'Hierle et de Saint-Martial.
Dès le Xe siècle, le village, qui est appelé El Castel de San Marsal, est fortifié. Le rempart, qui passe rue des Barris, possède deux portails, un place du Portail, vers le nord, et l'autre portail du Trives au Sud, en direction de Saint-Roman-de-Codières.
À cette époque, le village appartient à la famille d'Anduze. Bernard d'Anduze, évêque de Nîmes de 947 à 986, fait don du tiers du village lui appartenant et de ses droits seigneuriaux à son évêché. Une partie de ses terres appartiennent ensuite à ses frères ou neveux.
Les évêques de Nîmes étant, à différents degrés, coseigneurs du village, Saint-Martial devient le centre de l'archiprêtré d'Hierle et Sait-Martial. Ces derniers séjournent dans le village jusqu'au XVIIe siècle,. Certains historiens pensent que cet archiprêtré était en fait l'évêché mérovingien d'Aristum, datant du VIe siècle et allant d'Alès au Vigan.
En 1384, le village compte 4 feux et demi, ce qui correspond environ à une vingtaine de personnes.

### Renaissance et Époque moderne
Au début du XVIe siècle la population de Saint-Martial est d'environ 800 habitants (environ 140 feux durant les guerres de Religion). C'est à cette époque que l'agriculture se développe fortement dans le village, principalement grâce à la construction de murets en pierres sèches qui forment des terrasses appelées « traversiers » ainsi qu'à différents systèmes d'irrigations.
Du XVIIe siècle au XVIIIe siècle l'industrie principale du village est le cardage de la laine. C'est à cette époque que les bergers de la commune choisissent saint Blaise comme saint patron, celui-ci étant le protecteur du bétail et des cardeurs.
Lors des guerres de Religion une partie de la population se tourne vers le protestantisme même si la majorité de la population reste catholique.
Cette majorité catholique résiste contre les Huguenots, qui tentent de prendre le village. Ils y parviennent en 1573, peu de temps après le massacre de la Saint-Barthélemy.
Au début du XVIIe siècle, en 1611, le village compte 100 maisons catholiques et 40 maisons protestantes, ce qui représente approximativement 500 catholiques pour 200 protestants.
Entre 1621 et 1629, les guerres de Rohan, nommées d'après le nom du principal chef protestant de la région, ravivent les tensions entre les protestants et les catholiques, malgré l'édit de Nantes, signé une vingtaine d'années plus tôt.
Le château est très endommagé lors des guerres de Religion. En conséquence, une nouvelle résidence seigneuriale est construite en 1640 par Jean Pons De Vissec de la Tude, puis rachetée par Fages d'Auzières, châtelain de Saint-Martial jusqu'à la Révolution française.
À la fin du XVIIe siècle, en 1688, la majorité catholique se renforce avec 796 catholiques pour 160 protestants.
La révocation de l'édit de Nantes, en 1685, ravive à nouveau les tensions entre les deux religions, qui atteignent leur paroxysme. Les protestants sont traqués par les catholiques et répondent par des actes de représailles. En 1690, l'aubergiste du col de l'Asclier, lieu où se tiennent les assemblées clandestines de protestants, est assassiné par des Huguenots qui le soupçonnent de trahison. Certains chefs camisards, comme François Vivens ou Abraham Mazel fréquentent régulièrement ces assemblées.
Au début du XVIIIe siècle, entre 1702 et 1705, la guerre des Camisards secoue à nouveau le village et la région. Durant quatre ans, deux groupes ennemis s'affrontent : les Huguenots contre les troupes royales, catholiques. Le village de Saint-Martial, toujours très majoritairement catholique, se range du côté des troupes royales et des catholiques. Un milicien catholique raconte qu'en 1703 le curé du village s'est enfui, par peur de persécutions.
À cette époque, pour montrer leur attachement et leur appartenance à la religion catholique, une vingtaine de croix sont dressées un peu partout sur le territoire du village. D'autres sont marquées à la chaux au-dessus des entrées des maisons de familles catholiques.
Jacques Bridaine, célèbre prédicateur catholique, est dépêché dans de nombreux village du sud de la France. Une croix est érigée par les habitants pour rappeler sa venue dans le village.

### Époque contemporaine
Au cours de la Révolution française, la commune porte provisoirement le nom de Mont-Liron,. Cependant, la majorité des habitants, royalistes et catholiques, rejettent les idées révolutionnaires.
Le plus célèbre de ces royalistes catholiques est l'abbé Jean-Louis Solier, surnommé Sans-Peur. Né en 1734, habitant Colognac, il refuse de signer le pacte révolutionnaire, devient le chef de bandes royalistes et rentre dans la clandestinité. Il est arrêté au mois de mai 1800, au hameau de la Cabane Vieille, sur le territoire de la commune, après l'une de ses nombreuses visites dans le village. Il meurt un an plus tard, en 1801, à 67 ans.
En 1805, il y a 821 habitants dans le village ; 817 sont catholiques et 4 seulement sont protestants.
À cette période, le village, ainsi que deux communes voisines, Saint-André-de-Majencoules et Notre-Dame-de-la-Rouvière, sont surnommées la Vendée cévenole, pour désigner cette enclave catholique dans une région grandement protestante depuis plusieurs siècles.
Après la Révolution, les activités du village, tout comme celles de la région, évoluent. Du XVIIIe siècle au milieu du XIXe siècle la commune se tourne vers la sériciculture, comme la majeure partie des Cévennes. Son activité, antérieure à la Révolution, a commencé à se développer après l'hiver de 1709, qui gela une grande partie des châtaigniers et poussa les habitants à se tourner vers une autre activité.
L'élevage ovin, présent dans la région depuis le XVIIe siècle, est également l'un des piliers de l'économie locale. Les élevages caprin et porcin, moins développés, ainsi que la culture des vignes, pommiers, cerisiers et oliviers se développent dans la commune.
Cependant, au milieu du XIXe siècle, une maladie, la pébrine, décime les vers à soie, utilisés pour la production de cocons. En une dizaine d'années seulement, la production de cocons chute de 76 % dans l'ensemble des Cévennes. La catastrophe est telle que le ministère de l'agriculture de l'époque sollicite l'aide de Louis Pasteur pour éradiquer la maladie et sauver les récoltes.
Entretemps, une nouvelle maladie, causée par l'ingestion de feuilles de mûriers infectées, apparaît : la flacherie. Après trois séjours dans les Cévennes, en 1869, Louis Pasteur parvient enfin à trouver un remède aux deux maladies dévastatrices. Cependant, alors que la pébrine est quasiment éradiquée, la flacherie continue malgré tout à causer des ravages.
Malgré le sauvetage des récoltes, la concurrence asiatique a raison de la sériciculture, qui décline progressivement dans les Cévennes et dans toute l'Europe. Les dernières grandes magnaneries de la région ferment dans les années 1930.
La production de châtaignes disparaît et les châtaigneraies deviennent peu à peu des terrains en friche, principalement en raison de la pauvreté des sols exploités et de l'apparition de la maladie de l'encre dans les années 1870. Plus tard, dans les années 1950, le chancre de l'écorce décime les dernières exploitations encore en activités.
L'élevage ovin régresse également peu à peu en raison de nombreuses épidémies. Jusque dans les années 1960, 14 troupeaux, ce qui représente environ 1000 à 2000 bêtes, empruntent la draille de la Margeride, après s'être regroupés au col de la Tribale et au col de l'Asclier.
En raison des crises économiques et des nombreux problèmes rencontrés sur les productions traditionnelles, depuis la fin du XIXe siècle, la population du village, tout comme celle de la région, diminue fortement ; en 1999 il n'y a plus que 156 habitants dans le village.
Cependant, depuis le début des années 2000, on assiste à une légère hausse de la population, en raison de l'arrivée de nouveaux habitants, en particulier des citadins, tentants d'échapper aux contraintes des grandes villes et des lieux fortement urbanisés, et des étrangers, le plus souvent européens. Le nombre de résidences secondaires sur la commune augmente également fortement, allant même à être supérieur au nombre de résidences habitées à l'année.
Aujourd'hui, après leur quasi-disparition, les activités traditionnelles commencent à nouveau à être utilisées par les habitants du village et de la région :
- quelques agriculteurs du village et de Sumène, commune voisine, tentent de réhabiliter d'anciennes plantations de châtaignes[30] ;
- un atelier de création de vêtements et accessoires peints sur soie est présent dans le village[30] ;
- un atelier de fabrication de vêtements de luxe en cachemire, ouvert depuis 1990, est également présent dans le village[33]. Il exporte ses produits dans de nombreux pays. Travaillant essentiellement à la commande et sur mesure pour une clientèle exigeante, il fournit de nombreuses stars comme Tom Cruise, Catherine Deneuve ou Madonna[34] ;
- un éleveur ovin, avec un troupeau de 300 bêtes, est présent sur le territoire de la commune[30].

De plus, depuis une vingtaine d'années, la commune produit également, tout comme les communes voisines, des oignons doux, aussi appelés raïolette. Elle fait en effet partie de la zone délimitée à l'AOC et à l'AOP Oignon doux des Cévennes. Les recherches effectuées dans le but de cette obtention ont permis de découvrir que cet oignon est en fait cultivé depuis le Moyen Âge. La Notice historique sur les paroisses de Sumène, écrite en 1873 par l'Abbé Goiffon, de la commune voisine, rapporte même l'existence d'une dîme sur l'oignon doux en 1409, ce qui révèle sa production et son existence à l'époque, ainsi que sa grande valeur économique pour les habitants,. Le village et la région alentour sont également labellisés site remarquable du goût : oignon doux des Cévennes,.
Depuis le début des années 2000, tout comme dans la région, le tourisme vert se développe également à Saint-Martial. Le village fait également partie des 12 villages gardois engagés dans la démarche de l'obtention du label Villages de caractère.
Enfin, depuis 2011, le village fait partie des communes inscrites sur la liste du Patrimoine mondial de l'Unesco : Les Causses et les Cévennes, paysage culturel de l’agro-pastoralisme méditerranéen.

### Héraldique
| Blason de Saint-Martial | Blasonnement : D'azur à saint Martial évêque d'or. Armes parlantes. |

## Politique et administration

### Liste des maires
| Période                                  | Période   | Identité          | Étiquette | Qualité |
| ---------------------------------------- | --------- | ----------------- | --------- | ------- |
| mars 2008                                | mars 2014 | Claude Itier      | DVD       |         |
| mars 2014                                | En cours  | Françoise Jutteau |           |         |
| Les données manquantes sont à compléter. |           |                   |           |         |

### Administration municipale
Le conseil municipal est composé de 11 membres. À l'issue des élections municipales de 2020, Françoise Jutteau a été réélue maire.

### Tendances politiques et résultats

#### Élections présidentielles, résultats des deuxièmes tours
- Élection présidentielle de 2002[38] : 84,03 %  pour Jacques Chirac (RPR), 15,97 % pour Jean-Marie Le Pen (FN), 85,98 % de participation.
- Élection présidentielle de 2007[39] : 50,62 % pour Ségolène Royal (PS), 49,38 % pour Nicolas Sarkozy (UMP), 90,76 % de participation.
- Élection présidentielle de 2012[40] : 57,33 % pour François Hollande (PS), 42,67 % pour Nicolas Sarkozy (UMP), 87,50 % de participation.

#### Élections législatives, résultats des deuxièmes tours
- Élections législatives de 2002[41] : 63,16 % pour Damien Alary (PS), 36,84 % pour Ariane Fournier (UMP), 75,61 % de participation.
- Élections législatives de 2007[42] : 53,33 % pour William Dumas (PS), 46,67 % pour Christophe Ruas (UMP), 75,54 % de participation.
- Élections législatives de 2012[43] : 67,26 % pour William Dumas (PS), 32,74 % pour Sybil Vergnes (FN), 69,89 % de participation.

#### Élections européennes, résultats des deux meilleurs scores
- Élections européennes de 2004[44] : 21,43 % pour Kader Arif (PS), 17,35 % pour Robert Lafitte (CPNT), 62,29 % de participation.
- Élections européennes de 2009[45] : 22,34 % pour José Bové (EELV), 18,09 % pour Dominique Baudis (UMP), 18,09 % pour Kader Arif (PS), 51,50 % de participation.

#### Élections régionales, résultats des deux meilleurs scores
- Élections régionales de 2004[46] : 56,91 % pour Georges Frêche (DVG), 33,33 % pour Jacques Blanc (UMP), 79,07 % de participation.
- Élections régionales de 2010[47] : 68,27 % pour Georges Frêche (DVG), 16,35 % pour Raymond Couderc (UMP), 59,68 % de participation.

#### Élections cantonales, résultats des deuxièmes tours
- Élections cantonales de 2001 : données manquantes.
- Élections cantonales de 2004[48] : 76,09 % pour Yvan Bresson (PS) élu au premier tour, 10,14 % pour Jean-Paul Durand (UMP), 82,66 % de participation.
- Élections cantonales de 2011[49] : 70,83 % pour William Toulouse (DVG) élu au premier tour, 16,67 % pour André Paul Da Costa (FN), 53,97 % de participation

#### Élections référendaires
- Référendum de 1992 relatif au traité de Maastricht[50] : 52,14 % pour le Oui, 47,86 % pour le Non, 75,60 % de participation.
- Référendum de 2005 relatif au traité établissant une Constitution pour l'Europe[51] : 66,42 % pour le Non, 33,58 % pour le Oui, 84,09 % de participation.

### Jumelages
Saint-Martial est jumelée avec la ville de Cheyres en Suisse.

### Instances judiciaires et administratives
Saint-Martial relève du tribunal d'instance d'Alès, du tribunal de grande instance d'Alès, de la cour d'appel de Nîmes, du tribunal pour enfants de Nîmes, du conseil de prud'hommes d'Alès, du tribunal de commerce de Nîmes, du tribunal administratif de Nîmes et de la cour administrative d'appel de Marseille.
Saint-Martial ne possède pas de commissariat, le plus proche étant situé à environ 9 km.

## Population et société

### Démographie
L'évolution du nombre d'habitants est connue à travers les recensements de la population effectués dans la commune depuis 1793. Pour les communes de moins de 10 000 habitants, une enquête de recensement portant sur toute la population est réalisée tous les cinq ans, les populations de référence des années intermédiaires étant quant à elles estimées par interpolation ou extrapolation. Pour la commune, le premier recensement exhaustif entrant dans le cadre du nouveau dispositif a été réalisé en 2008.

En 2022, la commune comptait 182 habitants, en évolution de +2,82 % par rapport à 2016 (Gard : +2,97 %, France hors Mayotte : +2,11 %).
| 1793 | 1800 | 1806 | 1821 | 1831 | 1836 | 1841 | 1846 | 1851 |
| ---- | ---- | ---- | ---- | ---- | ---- | ---- | ---- | ---- |
| 745  | 763  | 835  | 864  | 930  | 946  | 927  | 947  | 908  |

| 1856 | 1861 | 1866 | 1872 | 1876 | 1881 | 1886 | 1891 | 1896 |
| ---- | ---- | ---- | ---- | ---- | ---- | ---- | ---- | ---- |
| 900  | 856  | 821  | 855  | 821  | 825  | 755  | 748  | 689  |

| 1901 | 1906 | 1911 | 1921 | 1926 | 1931 | 1936 | 1946 | 1954 |
| ---- | ---- | ---- | ---- | ---- | ---- | ---- | ---- | ---- |
| 638  | 639  | 559  | 521  | 461  | 409  | 366  | 344  | 274  |

| 1962 | 1968 | 1975 | 1982 | 1990 | 1999 | 2006 | 2008 | 2013 |
| ---- | ---- | ---- | ---- | ---- | ---- | ---- | ---- | ---- |
| 246  | 223  | 201  | 171  | 188  | 156  | 186  | 194  | 176  |

| 2018 | 2022 | - | - | - | - | - | - | - |
| ---- | ---- | - | - | - | - | - | - | - |
| 182  | 182  | - | - | - | - | - | - | - |

### Enseignement
La commune est située dans l'académie de Montpellier.
L'école élémentaire publique la plus proche est située à Notre-Dame-de-la-Rouvière, à environ 3 km ; l'école élémentaire privée la plus proche est située à Sumène, à environ 6 km. L'école maternelle la plus proche est quant à elle, située à Saint-André-de-Majencoules, à 5 km.
Les collèges, un public et un privé, les plus proches sont situés à Ganges, dans l'Hérault, à environ 11 km.
Quant aux lycées, un lycée public est situé au Vigan et un lycée agricole privé se trouve à Ganges.

### Santé
Il n'y a aucun médecin à Saint-Martial ; le médecin le plus proche se trouve à Sumène, à environ 6 km.
Les centres hospitaliers les plus proches sont le centre de traitement des maladies respiratoires à Notre-Dame-de-la-Rouvière, à environ 3 km, la polyclinique Saint-Louis à Ganges et l'hôpital local du Vigan.

### Sports
La commune ne possède pas d'équipements sportifs majeurs, le stade le plus proche étant à environ 11 km, à Sumène.

### Cultes
La commune dépend du district paroissial catholique Saint-André-de-Majencoules et Sumène au sein du diocèse de Nîmes. Ce district paroissial regroupe douze clochers dont celui de Saint-Martial.

### Manifestations culturelles et festivités
Chaque année, a lieu la fête traditionnelle de la Saint-Blaise, le 1er dimanche de février.
Une autre manifestation, Les Chevalets dans la ville, est organisée en août.
La fête du village est également organisée, fin août.

## Économie

### Revenus
En 2018  (données Insee publiées en septembre 2021), la commune compte 90 ménages fiscaux, regroupant 166 personnes. La médiane du revenu disponible par unité de consommation est de 19 280 € (20 020 € dans le département).

### Emploi
|                | 2008   | 2013   | 2018   |
| -------------- | ------ | ------ | ------ |
| Commune        | 10,3 % | 11,1 % | 10,9 % |
| Département    | 10,6 % | 12 %   | 12 %   |
| France entière | 8,3 %  | 10 %   | 10 %   |

En 2018, la population âgée de 15 à 64 ans s'élève à 101 personnes, parmi lesquelles on compte 65,3 % d'actifs (54,5 % ayant un emploi et 10,9 % de chômeurs) et 34,7 % d'inactifs,. Depuis 2008, le taux de chômage communal (au sens du recensement) des 15-64 ans est inférieur à celui du département, mais supérieur à celui de la France.
La commune est hors attraction des villes,. Elle compte 40 emplois en 2018, contre 34 en 2013 et 40 en 2008. Le nombre d'actifs ayant un emploi résidant dans la commune est de 58, soit un indicateur de concentration d'emploi de 69,8 % et un taux d'activité parmi les 15 ans ou plus de 42,4 %.
Sur ces 58 actifs de 15 ans ou plus ayant un emploi, 31 travaillent dans la commune, soit 53 % des habitants. Pour se rendre au travail, 72,4 % des habitants utilisent un véhicule personnel ou de fonction à quatre roues, 3,4 % les transports en commun, 8,6 % s'y rendent en deux-roues, à vélo ou à pied et 15,5 % n'ont pas besoin de transport (travail au domicile).

### Activités hors agriculture
21 établissements sont implantés  à Saint-Martial au 31 décembre 2019. Le tableau ci-dessous en détaille le nombre par secteur d'activité et compare les ratios avec ceux du département,.
Le secteur des activités spécialisées, scientifiques et techniques et des activités de services administratifs et de soutien est prépondérant sur la commune puisqu'il représente 23,8 % du nombre total d'établissements de la commune (5 sur les 21 entreprises implantées  à Saint-Martial), contre 14,9 % au niveau départemental.

### Agriculture
|               | 1988 | 2000 | 2010 | 2020 |
| ------------- | ---- | ---- | ---- | ---- |
| Exploitations | 18   | 14   | 10   | 8    |
| SAU (ha)      | 183  | 379  | 21   | 109  |

La commune est dans les Cévennes, une petite région agricole occupant l'ouest du département du Gard. En 2020, l'orientation technico-économique de l'agriculture  sur la commune est la polyculture et/ou le polyélevage. Huit exploitations agricoles ayant leur siège dans la commune sont dénombrées lors du recensement agricole de 2020 (18 en 1988). La superficie agricole utilisée est de 109 ha,,.

## Culture locale et patrimoine

### Lieux et monuments
Saint-Martial possède cinq bâtiments ou sites d'intérêt historique ou architectural, dont trois hors du village mais aucun n'a reçu d'inscription ou classement au titre des monuments historiques :
- l'église de Saint-Martial de Saint-Martial, qui est un chef-d’œuvre de l'architecture romane du XIIe siècle. La spécificité de l'édifice réside dans l'emploi du schiste, une pierre friable, difficile à tailler et à utiliser. La première mention de l'église date de 1156. Après une restauration dans les années 1980, l'intérieur de l'église a été rénové et la pierre mise à nu. L'édifice était vraisemblablement associé à une construction militaire, aujourd'hui disparue.[réf. nécessaire] ;
- le Pavillon est un bâtiment datant du XIXe siècle, construit par une famille de notaires à l'emplacement d'une ancienne clède aujourd'hui disparue ;
- certaines maisons sont marquées d'une croix blanche signifiant l'identité catholique.

En dehors du village, on trouve :
- le pont du Passadou, un pont enjambant le Rieutord et utilisé lors de la transhumance, pour le passage des moutons ;
- les bergeries du Pompidou, abritant des troupeaux de moutons en transhumance ;
- le four du Viala, un vieux four, situé au lieu-dit Le Viala.

On trouve également, sur le territoire de la commune, trois menhirs dont deux couchés :
- le menhir du Col du Bès, le seul debout, a été relevé ; il est en granit, mesure deux mètres de haut et est situé, comme son nom l'indique, au col du Bès ;
- Peyrea Jacent, un grand menhir de trois mètres de haut, couché et situé au col de l'Astric. Ce menhir est aussi appelé la Caisse du Diable ;
- le menhir du Devinayre, un autre menhir de granit, également couché, à proximité du col de Devinayre. Une légende raconte qu'un devin (d'où son nom) y était assis, et qu'il prédisait l'avenir aux femmes qui le rencontraient.

## Patrimoine environnemental
La commune est située dans l'aire optimale d’adhésion au parc national des Cévennes.